# Nicholas Goodrick-Clarke
Nicholas Goodrick-Clarke (15 januari 1953 – 29 augustus 2012) was hoogleraar westerse esoterie aan de Universiteit van Exeter en auteur van een aantal boeken over esoterische tradities.
Hij was tot aan zijn dood hoogleraar westerse esoterie en hoofd van het centrum voor de studie van esoterie - Centre for the Study of Esotericism (EXESESO) - van de School of Humanities and Social Sciences aan de Universiteit van Exeter in het Verenigd Koninkrijk.

## Levensloop
Goodrick-Clarke werd op 15 januari 1953 te Lincoln geboren. Hij studeerde Duits, politicologie en filosofie aan de Universiteit van Bristol. Daarna promoveerde hij met een historische studie van de theosofie.

## Onderzoek
Goodrick-Clarke is vooral bekend als auteur van verschillende boeken over modern occultisme en esoterie en met name de aantrekking die ze uitoefenden op de politiek van het nazisme. Zijn boek The Occult Roots of Nazism is een klassieker in het vakgebied van de geschiedenis van de westerse esoterie. Het boek is sinds zijn eerste publicatie in 1985 steeds opnieuw herdrukt en is vertaald in acht talen. Hij heeft ook geschreven over de occulte aspecten van het neonazisme in Aryan Cults, Esoteric Nazism and the Politics of Identity.